# جزيرة لالاوان
جزيرة لالاوان وهي جزيرة من جزر إندونيسيا، وتقع في إقليم كالمنتان الشرقية.